# Eurostadion
Eurostadion – planowany i niezrealizowany stadion piłkarski w Grimbergen koło Brukseli, mający zastąpić położony nieopodal Stadion Króla Baudouina I w roli belgijskiego stadionu narodowego oraz miejsca rozgrywania spotkań przez piłkarską reprezentację Belgii.
Lokalizację obiektu zatwierdzono w grudniu 2013 r. W marcu 2015 r. Rada Miasta Brukseli, jako inwestora i przyszłego operatora stadionu wybrała konsorcjum Brussels Arena Maximus, w skład którego wchodziły trzy podmioty: Ghelamco, Koninklijke BAM Groep i Jaspers–Eyers. Budowa miała rozpocząć się w marcu 2016 r., a zakończyć na przełomie 2018 r. i 2019 r. 19 września 2014 UEFA przyznała Belgii prawo zorganizowania na Eurostadionie czterech meczów mistrzostw Europy 2020 (trzech grupowych i jednego w 1/8 finału). Obiekt ten miał również zostać domowym stadionem Anderlechtu.
Budowę obiektu zaplanowano na terenie Parkingu C Expo, na granicy pomiędzy gminą Grimbergen, a Regionem Stołecznym Brukseli (na północ od stolicy Belgii). Inwestycja od początku budziła ogromne kontrowersje zarówno lokalnych władz, jak i okolicznych mieszkańców. 20 listopada 2017 władze gminy Grimbergen oraz pobliskich gmin: Meise, Vilvoorde i Wemmel wydały negatywną opinię w sprawie lokalizacji stadionu i jego wpływu na środowisko, zaś tydzień później podobne stanowisko zajął Departament Mobilności i Prac Publicznych przy rządzie Flandrii, co przyczyniło się do odstąpienia przez inwestora od realizacji projektu i podjęcia przez UEFA – 7 grudnia 2017 – decyzji o odebraniu Brukseli prawa do współorganizowania Euro 2020. 30 stycznia 2018 flamandzka minister Joke Schauvliege odrzuciła wniosek Ghelamco o wydanie decyzji środowiskowej, w wyniku czego inwestor wycofał się z realizacji.